# Enicospilus hawaiensis
Enicospilus hawaiensis là một loài tò vò trong họ Ichneumonidae.